# Langnau am Albis
Langnau am Albis ist eine politische Gemeinde und ein Dorf im Bezirk Horgen des Kantons Zürich in der Schweiz. Sie liegt an der Sihl, etwa 10 Kilometer von der Stadt Zürich entfernt. Zum Gemeindegebiet gehört auch der Albispass.

## Geographie
Langnau ist flächenmässig eine grosse Gemeinde, viele Gebiete bestehen aus Wald und Wiesen. Im Westen bildet der Albiskamm die natürliche Grenze, im Osten die Sihl. Das Gebiet ist meistens steil.

## Geschichte
Nach bisherigen Forschungen wurde Langnau am Albis erstmals 1397 urkundlich als Dorf erwähnt. Es gehörte damals zum Maschwanderamt; Zürich erwarb dieses 1406 und übertrug es 1512 in die neu geschaffene Landvogtei Knonau. In jener Zeit zählte Langnau etwa 150 Einwohner. Ein Gemeinderodel von 1677 besagt, dass damals die Wacht Langnau (als Teil der Kirchgemeinde Thalwil) 64 Haushaltungen mit 613 Einwohnern gezählt hatte. Anfang des 18. Jahrhunderts trennte sich die Gemeinde kirchlich von Thalwil, als der «ehrsamen gmein Langnau auf ihr unterthäniges wehemütiges Anhalten hin mit Auferbauung einer neuen Kirchen und Pfarrhauses gnädig willfahret» wurde.
1711 wurde in Langnau die reformierte Kirche eingeweiht. 1877 folgte der Bau der ersten katholischen Kirche, die 1969 durch einen modernen Neubau ersetzt wurde. Aus dem Mittelalter (13. Jahrhundert) stammt das «Schloss», ein charakteristischer Wohnturm. An die gleiche Epoche erinnert die Ruine der 1309 zerstörten Schnabelburg auf dem Albiskamm.
Typische Zeugen des 18. Jahrhunderts sind das renovierte ehemalige Weinbauernhaus «Hotze-Hus» und das Haus «Zur Trülle». Ferner erinnert der an der Albisstrasse gelegene sogenannte «Russenbrunnen» (auch «Franzosenbrunnen» genannt) an die Kriegswirren der Helvetik anno 1798/1799.

## Wappen und Fahne
Blasonierung
In Schwarz ein silberner Pfahl, belegt mit drei schwarzen Ringen.

## Bevölkerung
| Bevölkerungsentwicklung | Bevölkerungsentwicklung |
| Jahr                    | Einwohner               |
| ----------------------- | ----------------------- |
| 1467                    | 60–70                   |
| 1634                    | 315                     |
| 1671                    | 395                     |
| 1725                    | 577                     |
| 1809                    | 655                     |
| 1836                    | 1108                    |
| 1850                    | 1197                    |
| 1900                    | 1912                    |
| 1941                    | 1749                    |
| 1950                    | 2290                    |
| 1970                    | 4879                    |
| 1990                    | 6528                    |
| 2008                    | 7258                    |

## Politik
Bei den Nationalratswahlen 2023 betrugen die Wähleranteile in Langnau am Albis: SVP 29,13 % (+1,22), SP 16,87 % (−0,65), FDP 15,25 % (−3,41), Mitte 14,00 % (+3,20), glp 12,19 % (−0,31), Grüne 6,61 % (−2,28), EVP 2,09 % (−0,46), EDU 1,25 (+0,36).

## Wirtschaft
Da die Gemeinde kaum Gewerbegebiete aufweist, arbeiten die meisten Personen sihlabwärts in Adliswil oder im naheliegenden Stadtgebiet von Zürich. Die Wirtschaft von Langnau am Albis ist geprägt von KMUs, die den lokalen Markt bedienen.
Von 1829 bis 1983 war am Ufer der Sihl eine Spinnerei in Betrieb.

## Infrastruktur
Kanalisation
Das Abwasser der Gemeinde wird in der Abwasserreinigungsanlage (ARA) Sihltal in Adliswil geklärt.

## Verkehr
Langnau wird durch die SZU (Sihltalbahn) erschlossen, welche auf dem Gemeindegebiet zwei Stationen bedient. Der Bahnhof Langnau-Gattikon besitzt drei Gleise und ist häufig die Endstation, der aus Zürich verkehrenden Züge, die mittlerweile die relativ abgelegenen Stationen Sihlwald und Sihlbrugg Station – den eigentlichen Streckenendpunkt – nur noch selten bedienen. Im Hinblick auf die Aufgabe des alten Bahnhofs Zürich Selnau und der dortigen Abstellgleise im Jahre 1990 wurde beim Bahnhof Langnau-Gattikon eine neue Abstellanlage für die Züge der Sihltalbahn erstellt. Die Station Wildpark-Höfli besteht aus einem Bahnsteig am Streckengleis und dient unter anderem der Erschliessung des Wildparks Langenberg, der westlich der Bahnstation liegt.
Langnau wird auch mit Linienbussen bzw. dem Postauto bedient.

## Natur
In Langnau liegt der Tierpark Langenberg mit 15 meist einheimischen Tierarten. Zu den Attraktionen gehören Bären und Wölfe sowie eine Anlage für Biber und Fischotter. Der Park gehört der Stadt Zürich und der Eintritt ist frei.
Zur Gemeinde Langnau gehören ausgedehnte Waldgebiete, einige davon liegen im Sihlwald.

## Sehenswürdigkeiten
In Langnau gibt es zwei Kirchen:
- Die reformierte Kirche wurde in den Jahren 1709–1711 auf einer Anhöhe im Ortsteil Oberdorf errichtet. Sie ist eine barocke Saalkirche.
- Die römisch-katholische Kirche St. Marien wurde 1969 eingeweiht und steht am Berhaldenweg oberhalb des Bahnhofs. Die katholische Pfarrei Langnau geht auf die Missionsstation Langnau-Gattikon zurück, die drittälteste Diasporagemeinde im Kanton Zürich. Die heutige Betonkirche St. Marien ersetzte die 1877 errichtete Marienkirche.
- Der Hochwacht-Turm steht auf dem Albis mit einer Höhe von 30 Meter und kann als Aussichtsturm bestiegen werden.

## Bilder

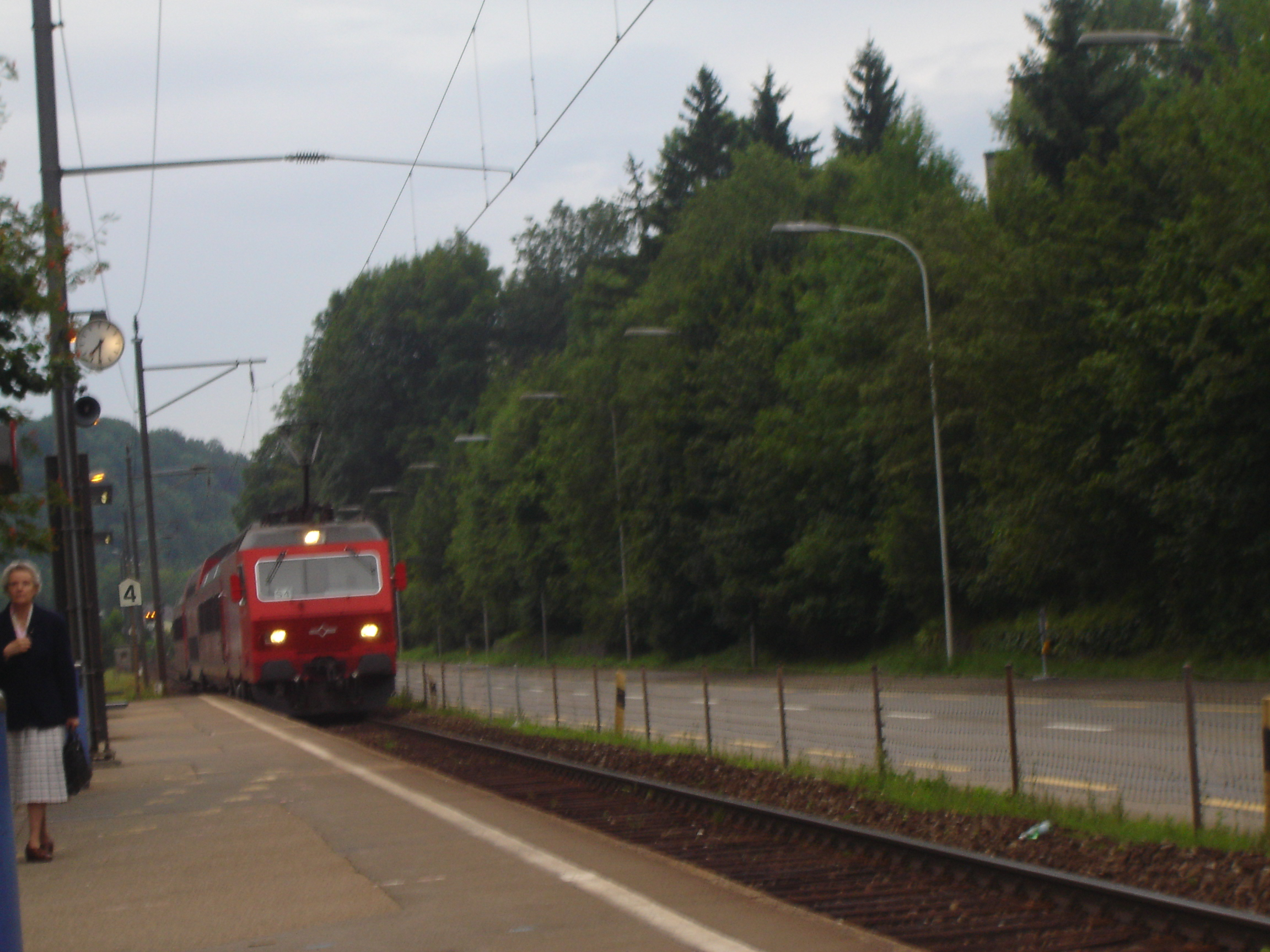
Bahnstation Wildpark-Höfli
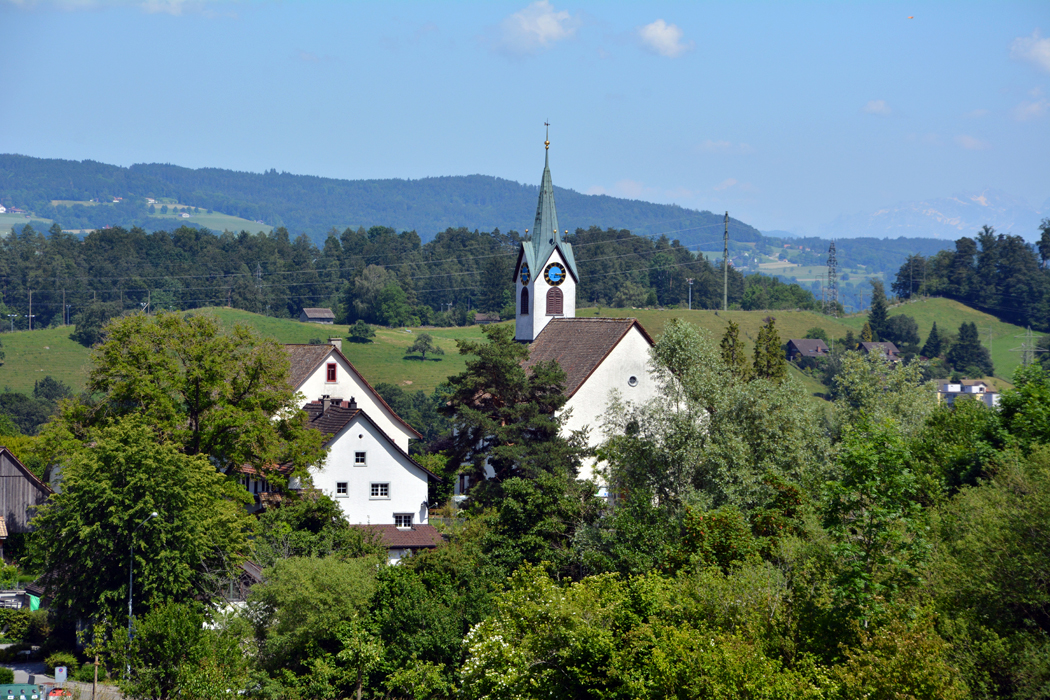
Blick aufs Dorfzentrum
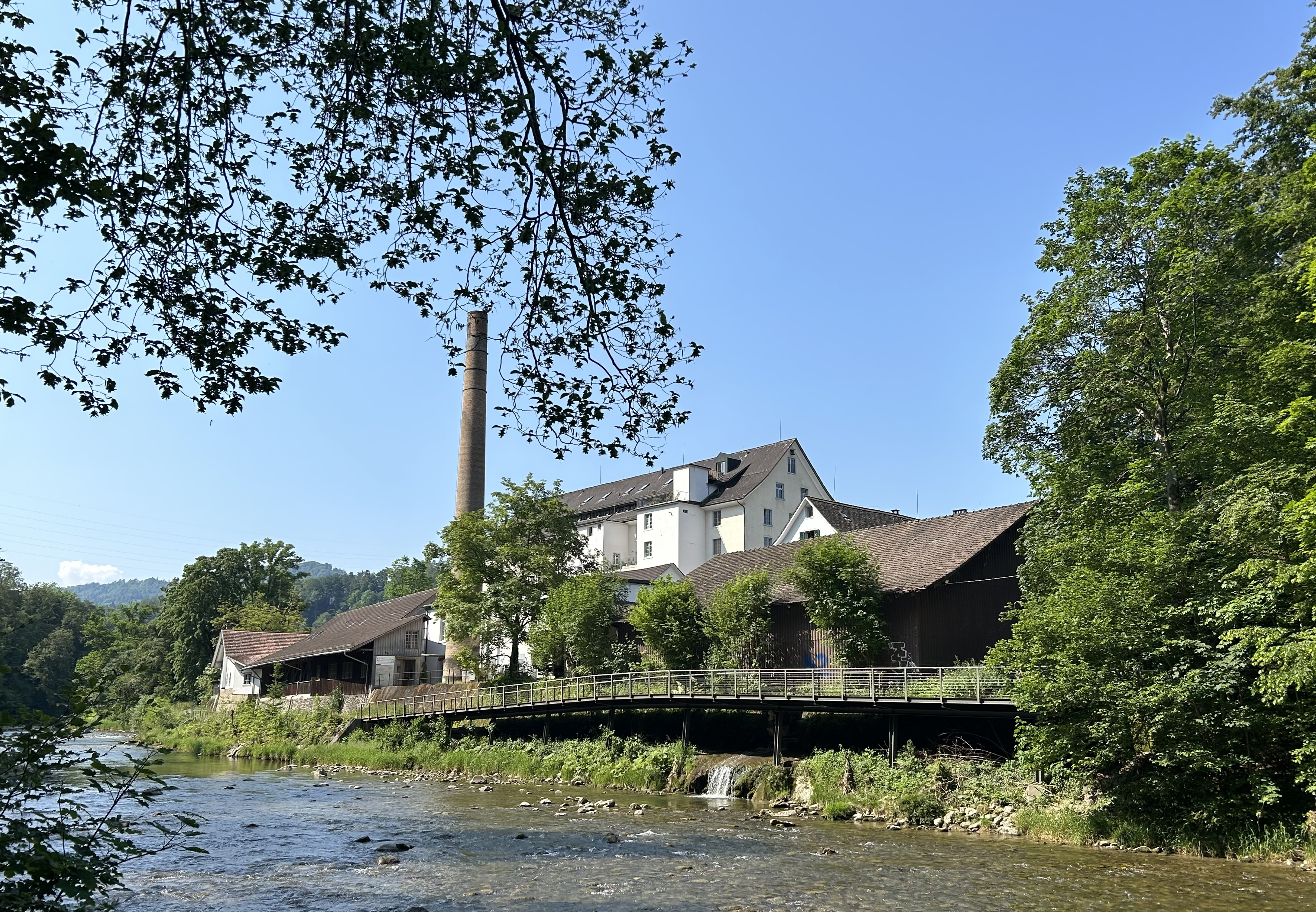
Gelände der ehemaligen Spinnerei
Langnau 1919, aufgenommen aus 1000 Metern Höhe von Walter Mittelholzer

## Persönlichkeiten
- Johann Balthasar Bullinger der Ältere  (* 1713 in Langnau am Albis; † 1793 in Zürich), Landschafts- und Porträtmaler, Kupferstecher und ab 1773 Professor an der neugegründeten «Kunstschule Zürich»
- Nanny von Escher  (* 1855 in Zürich; † 1932 in Langnau am Albis), Schriftstellerin
- Janic Halioua (* 1990), Filmschauspieler
- Werner Weber (* 1. Januar 1892 in Langnau am Albis; † 15. August 1977 in Rüschlikon), Maler